# Daniella Cabello
Daniella Desirée Cabello Contreras (San Antonio de los Altos, Miranda; 11 de abril de 1992) es una cantante, presentadora de radio, productora de televisión venezolana. Actualmente es presidenta de la Fundación Marca País bajo la administración de Nicolás Maduro. Ha sido sancionada por el gobierno de los Estados Unidos debido a su presunta participación en actos que socavan la democracia, violaciones sistemáticas de derechos humanos y represión contra el pueblo venezolano. 

## Biografía
Es hija de los políticos Diosdado Cabello y Marleny Contreras. Estrenó su tema «Invencible» en Venezolana de Televisión (VTV), con el que fue seleccionada para ser la imagen de la Feria Internacional de Turismo de Venezuela (Fitven) 2014. Fue protagonista de los videos La verdad de Venezuela, producidos por la Fundación Jorge Rodríguez Padre y estrenados en el programa de su padre, Con el mazo dando, en el canal TVes. También fue productora de Con el mazo dando. Ese año participó en el Festival Suena Caracas, donde fue abucheada.
En una rueda de prensa en agosto de 2015 Tarek El Aissami difundió un video de José Pérez Venta, detenido y acusado de descuartizar a una mujer, donde este declaraba que Andrea González lo contactó para asesinar a Daniella Cabello por 500.000 dólares, lo que terminó en la detención de ella y de su marido. González se consideraba opositora al gobierno en ese entonces. El medio Runrunes después desmintió esta versión, reportando que Pérez era un infiltrado del gobierno en la oposición.
Comenzó a cursar Ciencias Políticas en la Universidad Central de Venezuela (UCV), sin terminar la carrera. Mientras cursaba, se inscribió como estudiante de Ciencias Políticas y Sociología en Universidad Federal de Integración Latinoamericana de Brasil, pero se desincorporó de ésta en 2016. En febrero de 2020 la red social Twitter cerró la cuenta de Cabello.
En marzo de 2023 fue nombrada presidenta de la Fundación Marca País. En septiembre de 2024 Nicolás Maduro crea la Agencia de Promoción de Exportaciones de Venezuela a cambio de CENCOEX, que estará a cargo de Daniela Cabello.

## Vida personal
Tras cinco años de noviazgo, el 26 de diciembre de 2019 se casó en una ceremonia civil con su productor musical, el cantante Omar Acedo (exintegrante de Calle Ciega) y el 27 de diciembre fue la ceremonia eclesiástica en el Círculo Militar de Caracas, donde los asistentes debieron ir sin celulares para evitar registro. El 22 de febrero de 2022 dio a luz a Danna Isabella Acedo Cabello.